# Eustace Clarence Scrubb
Eustace Clarence Scrubb es un personaje de la obra Las Crónicas de Narnia, de C.S. Lewis.
Eustace es coprotagonista de la saga junto con sus primos, Lucy Pevensie y Edmund Pevensie.
Aparece por primera vez en La travesía del Viajero del Alba como un niño moderno, el cual gusta de molestar a sus primos los cuales no están muy contentos con quedarse en su casa.
Eustace es un niño muy quejoso, escéptico y antipático, no muy diferente de Edmund en El león, la bruja y el ropero pero va madurando conforme pasa la saga de Narnia.

## Biografía

### La travesía del Viajero del Alba
Eustace se ve transportado a Narnia por primera vez conjuntamente con sus primos Lucy y Edmund. Al ser un niño totalmente cerrado, se muestra aterrado por las criaturas que existen en este lugar, mostrando en un comienzo una gran antipatía por Rípichip. En un principio es totalmente aborrecido por los viajeros, aunque Lucy suele mostrarse muy amable con él a pesar de todo. Él mismo comienza a convencerse de que fue raptado y llevado a ese mundo y no hace más que quejarse.
La transformación de Eustace comienza cuando llegan a la futuramente denominada "Isla del Dragón" (nombrada así por el rey Caspian X). En esta isla, perezoso y sin deseos de trabajar, Eustace se aparta del grupo y finaliza su aventura transformándose él mismo en un dragón. A partir de este momento, al recapacitar y darse cuenta de que solo estaba actuando como una molestia, comienza a esforzarse por agradar a los demás (aunque hay ocasiones en las que sufre recaídas). Finalmente regresa a su propio mundo siendo una persona distinta, con la perspectiva de regresar a Narnia en alguna ocasión futura.

### La silla de plata
Después de un tiempo volvió a Narnia con su amiga Jill Pole donde Aslan les entrega una misión secreta de rescatar al príncipe perdido -el hijo de Caspian X, el Navegante-, ahí se ven obligados a cruzar más allá del norte de Narnia donde conocen a un amigo que les ayuda a encontrar la ciudad en ruinas. Ahí encuentran una cueva subterránea donde los lleva con el príncipe Rilian hijo de Caspian X donde estaba en un terrible hechizo por la dama de la saya verde, lo liberan y lo llevan a Narnia para ser coronado como Rey de ésta.

### La última batalla
Pasó un año y llegó la última aventura de él y su amiga donde tienen que luchar junto al último de los reyes de Narnia, el Rey Tirian. Allí se encuentra con los demás reyes del pasado y ayudan a liberar a Narnia de un terrible complot. Se dice que es el fin del mundo y empieza una nueva era. Después de que acaban con la vieja Narnia aparece el verdadero Aslan quien lleva a todos los habitantes de aquel país a una nueva Narnia donde se encuentran todos los reyes de Narnia desde el primero. También están los reyes de Archenland.